# Droga krajowa B4 (Niemcy)
Droga krajowa 4 (Bundesstraße 4, B 4) – niemiecka droga krajowa przebiegająca  z północy na południe, od skrzyżowania z drogą B206 w Bad Bramstedt przez Hamburg, Winsen (Luhe), Lüneburg, Uelzen, Brunszwik, Nordhausen, Erfurt, Ilmenau, Coburg, Bamberg, Erlangen do autostrady A9 w Norymberdze.

## Miejscowości leżące przy B4

### Szlezwik-Holsztyn
Bad Bramstedt, Lentföhrden, Langelner Heidkaten, Möschen, Bilsen, Quickborn, Hasloh, Bönningstedt.

### Hamburg
Hamburg

### Dolna Saksonia
Stelle, Winsen (Luhe), Rottorf, Handorf, Bardowick, Lüneburg, Melbeck, Grünhagen, Bienenbüttel, Jelmstorf, Bad Bevensen, Barum, Tätendorf, Kirchweyhe, Uelzen, Holdenstedt, Breitenhees, Zittel, Sprakensehl, Groß Oesingen, Wagenhoff, Gifhorn, Rötgesbüttel, Meine, Brunszwik, Bad Harzburg, Torfhaus, Oderbrück, Braunlage, Hohegeiß.

### Turyngia
Rothesütte, Netzkater, Ilfeld, Niedersachswerfen, Nordhausen, Neuheide, Sondershausen, Oberspier, Westerenge, Greußen, Straußfurt, Henschleben, Gebesee, Andisleben, Walschleben, Elxleben, Kühnhausen, Erfurt, Waltersleben, Ilmenau, Menebach, Meyersgrund, Stützerbach, Schmiedefeld am Rennsteig, Schleusingerneundorf, Nahetal-Waldau, Schleusingen, Ratscher, Wiedersbach, Brattendorf, Brünn/Thüringen.

### Bawaria
Coburg, Niederfüllbach, Untersiemau, Großheirath, Rossach, Gleußen, Itzgrund, Lahm, Busendorf, Hilkersdorf, Speiersberg, Medlitz, Rattelsdorf, Breitengüßbach, Hallstadt, Bamberg, Erlangen, Nürnberg.

## Historia
B4 została wytyczona w 1932 r. jako Reichsstraße 4 i przebiegała z Kilonii do Monachium. Jej przebieg pokrywał się częściowo z historycznymi szlakami handlowymi i drogami budowanymi na terenie dzisiejszych Niemiec od XVIII w.
Pomiędzy Brunszwikiem i Hamburgiem pokryła się z istniejącą od średniowiecza Salzstraße (trakt solny). Fragment z Altony do Kilonii był pierwszą utwardzoną drogą w Szlezwiku-Holsztynie, wybudowaną w latach 1800-1832.
Z czasem i głównie za sprawą rozbudowy sieci autostrad w Niemczech, fragmenty drogi są przenoszone na autostradę. Tak stało się z fragmentem między Norymbergą i Monachium, który został przeniesiony na wybudowaną w 1938 r. autostradę Berlin – Monachium, obecnie A9.
4 maja 1945 na ówczesnej Reichsstraße 4 w okolicach Quickborn, admirał von Friedeburg, pertraktował warunki kapitulacji oddziałów z północnych Niemiec z oficerami 2. armii brytyjskiej.

## Opis trasy

### Bawaria

#### Bamberg – Norymberga
Do Bambergu droga wjeżdża od północy z Hallstadt, i ponieważ została przeniesiona na autostradę w mieście, kończy swój bieg po spotkaniu z drogą B22.
Przeniesiona na autostradę została od węzła Hallstadt na autostradzie A70. Stąd zmierza na wschód do węzła Kreuz Bamberg z autostradą A73, by obrócić się na południe. Trasą A73, zwaną również Frankenschnellweg, zmierza na południe mijając Strullendorf, Hirschaid, Buttenheim, Eggolsheim, Forchheim, Hausen, Baiersdorf do Erlangen.
Tu w dzielnicy Bruck rozdziela się z A73 i kierując się na południowy wschód przecina dzielnice Tennenlohe. Wraca do kierunku południowego, krzyżuje się z autostradą A3 na węźle Erlangen-Tennenlohe.
Przez północne dzielnice norymberskie, Großgründlach i Buch dociera do Thonu, gdzie zostaje "wchłonięta" przez B4R. Zmierzając na wschód, mija skrzyżowanie z B2 i B14, po czym w okolicach Duzendteich skręca na południowy wschód i jako Regensburger Str. opuszcza miasto w kierunku autostrady A9, gdzie kończy swój bieg jako B4.

## Linki zewnętrzne

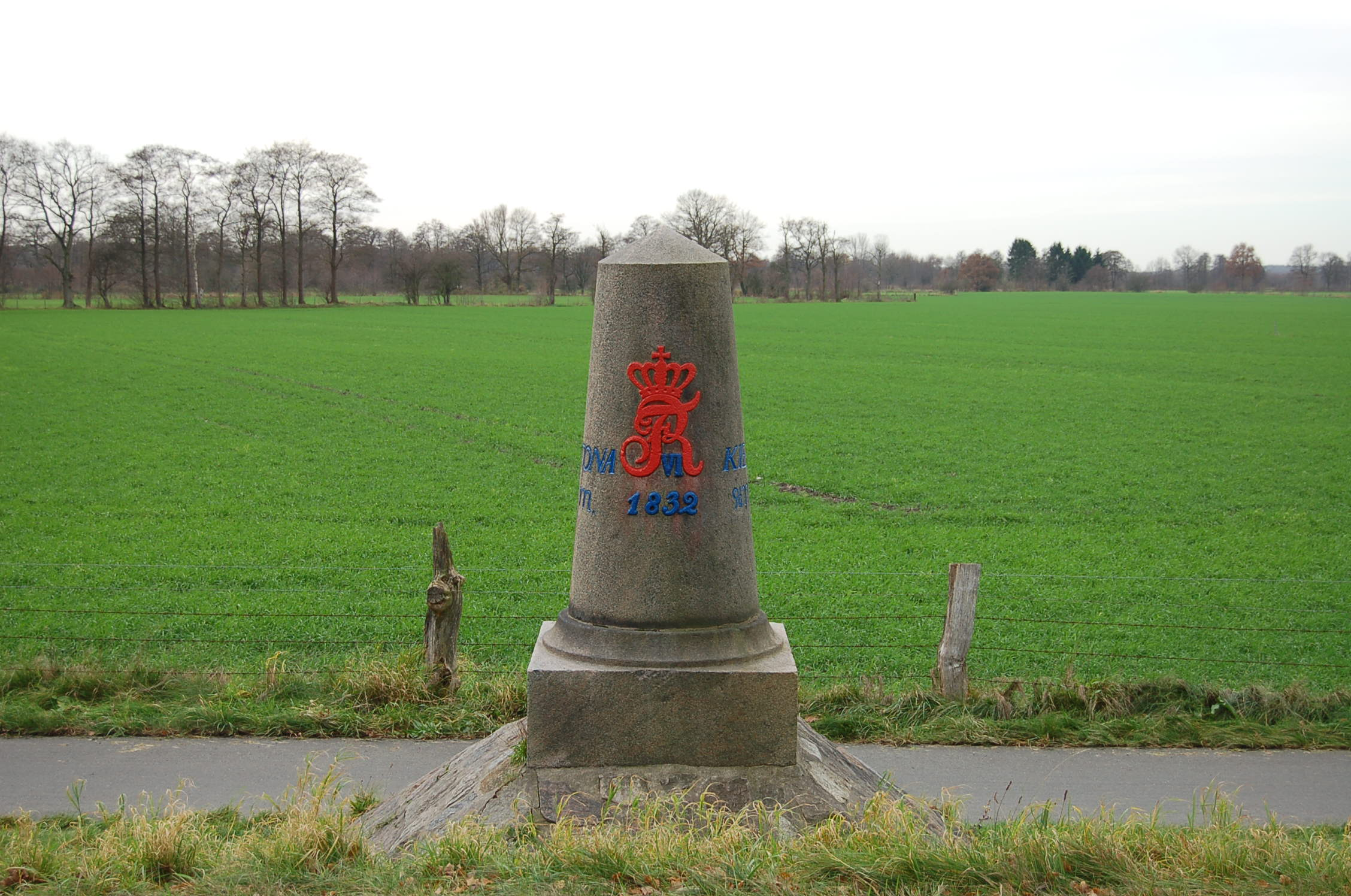
Kamień graniczny w okolicach Kilonii z 1832 r.
Drogi w rejonie Hamburga
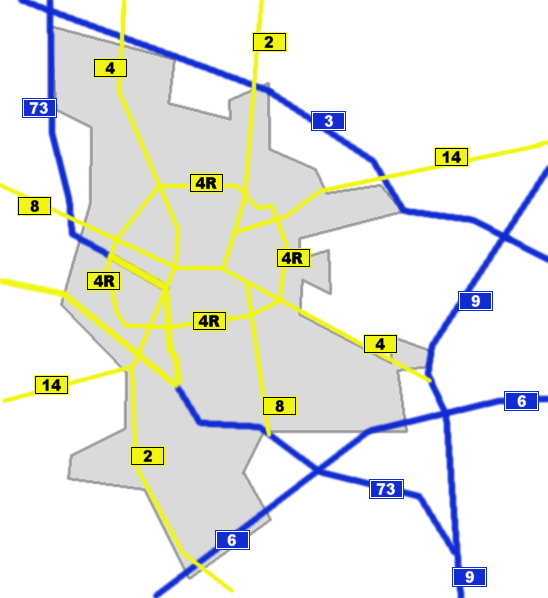
Drogi w rejonie Norymbergi